# Premier district congressionnel de l'Iowa
Le 1er district congressionnel de l'Iowa est un district de l'État américain de l'Iowa qui couvre sa partie sud-est, bordant les États de l'Illinois et du Missouri, et le fleuve Mississippi. Le district comprend les villes de Davenport, Iowa City, Burlington et Indianola. La Républicaine Mariannette Miller-Meeks est l'actuelle Représentante américaine. Avec un indice CPVI de R+3, c'est l'un des districts les moins Républicain de l'Iowa, un État avec une délégation entièrement Républicaine.

## Géographie
Le 1er district inclut la totalité des comtés suivants :
| #   | Comté      | Siège                | Population |
| --- | ---------- | -------------------- | ---------- |
| 31  | Cedar      | Tipton               | 18 302     |
| 45  | Clinton    | Clinton              | 46 158     |
| 57  | Des Moines | Burlington           | 38 253     |
| 87  | Henry      | Mount Pleasant       | 19 547     |
| 95  | Iowa       | Marengo              | 16 381     |
| 97  | Jackson    | Maquoketa            | 19 342     |
| 99  | Jasper     | Newton               | 37 919     |
| 101 | Jefferson  | Fairfield            | 15 440     |
| 103 | Johnson    | Iowa City            | 157 528    |
| 105 | Jones      | Anamosa              | 20 900     |
| 107 | Keokuk     | Sigourney            | 9914       |
| 111 | Lee        | Fort Madison, Keokuk | 32 565     |
| 115 | Louisa     | Wapello              | 10 513     |
| 123 | Mahaska    | Oskaloosa            | 21 874     |
| 125 | Marion     | Knoxville            | 33 770     |
| 139 | Muscatine  | Muscatine            | 42 218     |
| 163 | Scott      | Davenport            | 174 270    |
| 177 | Van Buren  | Keosauqua            | 7266       |
| 181 | Warren     | Indianola            | 55 25      |
| 183 | Washington | Washington           | 22 560     |

## Historique de vote
| Année | Poste      | Résultats                 |
| ----- | ---------- | ------------------------- |
| 2000  | Président  | Gore 52,0 % - 45,0 %      |
| 2004  | Président  | Kerry 53,0 % - 46,0 %     |
| 2008  | Président  | Obama 58,0 % - 41,0 %     |
| 2012  | Président  | Obama 56,0 % - 43,0 %     |
| 2014  | Senateur   | Ernst 48,3 % - 47,9 %     |
| 2014  | Gouverneur | Brandstad 56,0 % - 41,0 % |
| 2016  | Président  | Trump 49,0 % - 45,0 %     |
| 2018  | Gouverneur | Hubbell 56,0 % - 41,0 %   |
| 2020  | Président  | Trump 50,8 % - 47,9 %     |
| 2020  | Sénat      | Ernst 48,3 % - 47,9 %     |
| 2022  | Sénat      | Grassley 53,0 % - 46,9 %  |

## Liste des Représentants du district
| Membre                          | Parti       | Années                           | Congrès     | Histoire électorale | Zone géographique |
| ------------------------------- | ----------- | -------------------------------- | ----------- | --- | ----------------- |
| District établit le 4 mars 1847 |             |                                  |             | |                   |
| William Thompson (en)           | Démocrate   | 4 mars 1847 - 29 juin 1850       | 30e , 31e   | Élu en 1846. Réélu en 1848. Siège déclaré vacant dû a une contestation de l'élection. | 1847–1849         |
| William Thompson (en)           | Démocrate   | 4 mars 1847 - 29 juin 1850       | 30e , 31e   | Élu en 1846. Réélu en 1848. Siège déclaré vacant dû a une contestation de l'élection. | 1849–1859         |
| Vacant                          | Vacant      | 29 juin 1850 - 20 décembre 1850  | 31e         | |                   |
| Daniel F. Miller (en)           | Whig        | 20 décembre 1850 - 3 mars 1851   | 31e         | Élu pour terminer le mandat de Thompson. Retrait. |                   |
| Bernhart Henn (en)              | Démocrate   | 4 mars 1851 - 3 mars 1855        | 32e , 33e   | Élu en 1850. Réélu en 1852. Retrait pour se présenter comme Sénateur des États-Unis. |                   |
| Augustus Hall (en)              | Démocrate   | 4 mars 1855 - 3 mars 1857        | 34e         | Élu en 1854. perd sa réélection. |                   |
| Samuel Curtis                   | Républicain | 4 mars 1857 - 4 août 1861        | 35e - 37e   | Élu en 1856. Réélu en 1858. Réélu en 1860. Démissionne pour servir comme Colonel dans le 2e Régiment d'Infanterie Volontaire de l'Iowa.                                                                                           |                   |
| Samuel Curtis                   | Républicain | 4 mars 1857 - 4 août 1861        | 35e - 37e   | Élu en 1856. Réélu en 1858. Réélu en 1860. Démissionne pour servir comme Colonel dans le 2e Régiment d'Infanterie Volontaire de l'Iowa.                                                                                           | 1859–1863         |
| Vacant                          | Vacant      | 4 août 1861 - 8 octobre 1861     | 37e         | |                   |
| James F. Wilson (en)            | Républicain | 8 octobre 1861 - 3 mars 1869     | 37e - 40e   | Élu pour terminer le mandat de Curtis. Réélu en 1862. Réélu en 1864. Réélu en 1866. Retrait. |                   |
| James F. Wilson (en)            | Républicain | 8 octobre 1861 - 3 mars 1869     | 37e - 40e   | Élu pour terminer le mandat de Curtis. Réélu en 1862. Réélu en 1864. Réélu en 1866. Retrait. | 1863–1873         |
| George W. McCrary               | Républicain | 4 mars 1869 - 3 mars 1877        | 41e - 44e   | Élu en 1868. Réélu en 1870. Réélu en 1872. Réélu en 1874. Retrait. |                   |
| George W. McCrary               | Républicain | 4 mars 1869 - 3 mars 1877        | 41e - 44e   | Élu en 1868. Réélu en 1870. Réélu en 1872. Réélu en 1874. Retrait. | 1873–1883         |
| Joseph C. Stone (en)            | Républicain | 4 mars 1877 - 3 mars 1879        | 45e         | Élu en 1876. perd sa renomination. |                   |
| Moses A. McCold (en)            | Républicain | 4 mars 1879 - 3 mars 1885        | 46e - 48e   | Élu en 1878. Réélu en 1880. Réélu en 1882. perd sa renomination. |                   |
| Moses A. McCold (en)            | Républicain | 4 mars 1879 - 3 mars 1885        | 46e - 48e   | Élu en 1878. Réélu en 1880. Réélu en 1882. perd sa renomination. | 1883–1887         |
| Benton J. Hall (en)             | Démocrate   | 4 mars 1885 - 3 mars 1887        | 49e         | Élu en 1884. perd sa réélection. |                   |
| John H. Gear (en)               | Républicain | 4 mars 1887 - 3 mars 1891        | 50e , 51e   | Élu en 1886. Réélu en 1888. perd sa réélection. | 1887–1933         |
| John J. Seerley (en)            | Démocrate   | 4 mars 1891 - 3 mars 1893        | 52e         | Élu en 1890. perd sa réélection. | 1887–1933         |
| John H. Gear (en)               | Républicain | 4 mars 1893 - 3 mars 1895        | 53e         | Élu en 1892. Retrait pour se présenter comme Sénateur des États-Unis. | 1887–1933         |
| Samuel M. Clark (en)            | Républicain | 4 mars 1895 - 3 mars 1899        | 54e , 55e   | Élu en 1894. Réélu en 1896. Retrait. | 1887–1933         |
| Thomas Hedge (en)               | Républicain | 4 mars 1899 - 3 mars 1907        | 56e - 59e   | Élu en 1898. Réélu en 1900. Réélu en 1902. Réélu en 1904. Retrait. | 1887–1933         |
| Charles A. Kennedy (en)         | Républicain | 4 mars 1907 - 3 mars 1921        | 60e - 66e   | Élu en 1906. Réélu en 1908. Réélu en 1910. Réélu en 1912. Réélu en 1914. Réélu en 1916. Réélu en 1918. Retrait. | 1887–1933         |
| William F. Kopp (en)            | Républicain | 4 mars 1921 - 3 mars 1933        | 67e - 72e   | Élu en 1920. Réélu en 1922. Réélu en 1924. Réélu en 1926. Réélu en 1928. Réélu en 1930. perd sa réélection. | 1887–1933         |
| Edward C. Eicher (en)           | Démocrate   | 4 mars 1933 - 2 décembre 1938    | 73e - 75e   | Élu en 1932. Réélu en 1934. Réélu en 1936. Démissionne pour devenir Commissaire de la Commission de Sécurité et d'Échange. | 1933–1943         |
| Vacant                          | Vacant      | 2 décembre 1938 - 3 janvier 1939 | 75e         | | 1933–1943         |
| Thomas E. Martin (en)           | Républicain | 3 janvier 1939 - 3 janvier 1955  | 76e - 83e   | Élu en 1938. Réélu en 1940. Réélu en 1942. Réélu en 1944. Réélu en 1946. Réélu en 1948. Réélu en 1950. Réélu en 1952. Retrait pour se présenter comme Sénateur des États-Unis.                                                    | 1933–1943         |
| Thomas E. Martin (en)           | Républicain | 3 janvier 1939 - 3 janvier 1955  | 76e - 83e   | Élu en 1938. Réélu en 1940. Réélu en 1942. Réélu en 1944. Réélu en 1946. Réélu en 1948. Réélu en 1950. Réélu en 1952. Retrait pour se présenter comme Sénateur des États-Unis.                                                    | 1943–1963         |
| Fred Schwengel (en)             | Républicain | 3 janvier 1955 - 3 janvier 1965  | 84e - 88e   | Élu en 1954. Réélu en 1956. Réélu en 1958. Réélu en 1960. Réélu en 1962. perd sa réélection. |                   |
| Fred Schwengel (en)             | Républicain | 3 janvier 1955 - 3 janvier 1965  | 84e - 88e   | Élu en 1954. Réélu en 1956. Réélu en 1958. Réélu en 1960. Réélu en 1962. perd sa réélection. | 1963–1973         |
| John R. Schmidhauser (en)       | Démocrate   | 3 janvier 1965 - 3 janvier 1967  | 89e         | Élu en 1964. perd sa réélection. |                   |
| Fred Schwengel (en)             | Républicain | 3 janvier 1967 - 3 janvier 1973  | 90e - 92e   | Élu en 1966. Réélu en 1968. Réélu en 1970. perd sa réélection. |                   |
| Edward Mezvinsky (en)           | Démocrate   | 3 janvier 1973 - 3 janvier 1977  | 93e , 94e   | Élu en 1972. Réélu en 1974. perd sa réélection. | 1973–1983         |
| Jim Leach (en)                  | Républicain | 3 janvier 1977 - 3 janvier 2003  | 95e - 107e  | Élu en 1976. Réélu en 1978. Réélu en 1980. Réélu en 1982. Réélu en 1984. Réélu en 1986. Réélu en 1988. Réélu en 1990. Réélu en 1992. Réélu en 1994. Réélu en 1996. Réélu en 1998. Réélu en 2000. Redécoupage vers le 2e district. | 1973–1983         |
| Jim Leach (en)                  | Républicain | 3 janvier 1977 - 3 janvier 2003  | 95e - 107e  | Élu en 1976. Réélu en 1978. Réélu en 1980. Réélu en 1982. Réélu en 1984. Réélu en 1986. Réélu en 1988. Réélu en 1990. Réélu en 1992. Réélu en 1994. Réélu en 1996. Réélu en 1998. Réélu en 2000. Redécoupage vers le 2e district. | 1983–1993         |
| Jim Leach (en)                  | Républicain | 3 janvier 1977 - 3 janvier 2003  | 95e - 107e  | Élu en 1976. Réélu en 1978. Réélu en 1980. Réélu en 1982. Réélu en 1984. Réélu en 1986. Réélu en 1988. Réélu en 1990. Réélu en 1992. Réélu en 1994. Réélu en 1996. Réélu en 1998. Réélu en 2000. Redécoupage vers le 2e district. | 1993–2003         |
| Jim Nussle                      | Républicain | 3 janvier 2003 - 3 janvier 2007  | 108e - 109e | Redécoupage depuis le 2e district et réélu en 2002. Réélu en 2004. Retrait pour se présenter comme Gouverneur. | 2003–2013         |
| Bruce Braley                    | Démocrate   | 3 janvier 2007 - 3 janvier 2015  | 110e - 113e | Élu en 2006. Réélu en 2008. Réélu en 2010. Réélu en 2012. Retrait pour se présenter comme Sénateur. | 2003–2013         |
| Bruce Braley                    | Démocrate   | 3 janvier 2007 - 3 janvier 2015  | 110e - 113e | Élu en 2006. Réélu en 2008. Réélu en 2010. Réélu en 2012. Retrait pour se présenter comme Sénateur. | 2013–2023         |
| Rod Blum                        | Républicain | 3 janvier 2015 - 3 janvier 2019  | 114e , 115e | Élu en 2014. Réélu en 2016. perd sa réélection. |                   |
| Abby Finkenauer                 | Démocrate   | 3 janvier 2019 - 3 janvier 2021  | 116e        | Élue en 2018. perd sa réélection. |                   |
| Ashley Hinson                   | Républicain | 3 janvier 2021 - 3 janvier 2023  | 117e        | Élue en 2020. Redécoupage vers le 2e district. |                   |
| Mariannette Miller-Meeks        | Républicain | 3 janvier 2023 - Présent         | 118e        | Redécoupage depuis le 2e district et réélue en 2022. Réélue en 2024. | 2023–Présent      |

## Résultats des récentes élections
Voici le résultats des dix précédents cycles électoraux dans le district.

## Frontières historique du district

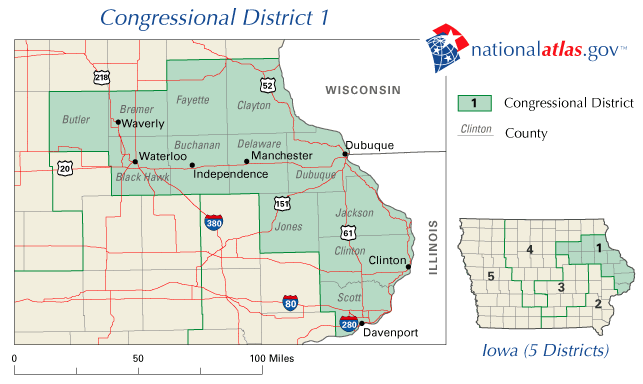
2003 - 2013

### 2004
| Élection de 2004 du 1er district congressionnel de l'Iowa | Élection de 2004 du 1er district congressionnel de l'Iowa | Élection de 2004 du 1er district congressionnel de l'Iowa | Élection de 2004 du 1er district congressionnel de l'Iowa | Élection de 2004 du 1er district congressionnel de l'Iowa |
| --------------------------------------------------------- | --------------------------------------------------------- | --------------------------------------------------------- | --------------------------------------------------------- | --------------------------------------------------------- |
| Parti                                                     | Parti                                                     | Candidat                                                  | Votes                                                     | %                                                         |
|                                                           | Républicain                                               | Jim Nussle (sortant)                                      | 159 993                                                   | 55,16                                                     |
|                                                           | Démocrate                                                 | Bill Gluba                                                | 125 490                                                   | 43,26                                                     |
|                                                           | Libertarien                                               | Mark Nelson                                               | 2 727                                                     | 0,94                                                      |
|                                                           | Indépendant                                               | Denny Heath                                               | 1 756                                                     | 0,61                                                      |
|                                                           | No Party                                                  | Autres                                                    | 88                                                        | 0,03                                                      |
| Total des votes                                           | Total des votes                                           | Total des votes                                           | 287 764                                                   | 100 %                                                     |
|                                                           | Les Républicains conservent                               |                                                           |                                                           |                                                           |

### 2006
| Élection de 2006 du 1er district congressionnel de l'Iowa | Élection de 2006 du 1er district congressionnel de l'Iowa | Élection de 2006 du 1er district congressionnel de l'Iowa | Élection de 2006 du 1er district congressionnel de l'Iowa | Élection de 2006 du 1er district congressionnel de l'Iowa |
| --------------------------------------------------------- | --------------------------------------------------------- | --------------------------------------------------------- | --------------------------------------------------------- | --------------------------------------------------------- |
| Parti                                                     | Parti                                                     | Candidat                                                  | Votes                                                     | %                                                         |
|                                                           | Démocrate                                                 | Bruce Braley                                              | 114 322                                                   | 55,06                                                     |
|                                                           | Républicain                                               | Mike Whalen                                               | 89 729                                                    | 43,22                                                     |
|                                                           | Indépendant                                               | James Hill                                                | 2 201                                                     | 1,06                                                      |
|                                                           | Libertarien                                               | Albert W. Schoeman                                        | 1 226                                                     | 0,59                                                      |
|                                                           | No Party                                                  | Autres                                                    | 143                                                       | 0,07                                                      |
| Total des votes                                           | Total des votes                                           | Total des votes                                           | 207 621                                                   | 100 %                                                     |
|                                                           | Les Démocrates prennent aux Républicains                  |                                                           |                                                           |                                                           |

### 2008
| Élection de 2008 du 1er district congressionnel de l'Iowa | Élection de 2008 du 1er district congressionnel de l'Iowa | Élection de 2008 du 1er district congressionnel de l'Iowa | Élection de 2008 du 1er district congressionnel de l'Iowa | Élection de 2008 du 1er district congressionnel de l'Iowa |
| --------------------------------------------------------- | --------------------------------------------------------- | --------------------------------------------------------- | --------------------------------------------------------- | --------------------------------------------------------- |
| Parti                                                     | Parti                                                     | Candidat                                                  | Votes                                                     | %                                                         |
|                                                           | Démocrate                                                 | Bruce Braley (sortant)                                    | 186 991                                                   | 64,56                                                     |
|                                                           | Républicain                                               | David Hartsuch                                            | 102 439                                                   | 35,37                                                     |
|                                                           | No Party                                                  | Autres                                                    | 199                                                       | 0,07                                                      |
| Total des votes                                           | Total des votes                                           | Total des votes                                           | 289 629                                                   | 100 %                                                     |
|                                                           | Les Démocrates conservent                                 |                                                           |                                                           |                                                           |

### 2010
| Élection de 2010 du 1er district congressionnel de l'Iowa | Élection de 2010 du 1er district congressionnel de l'Iowa | Élection de 2010 du 1er district congressionnel de l'Iowa | Élection de 2010 du 1er district congressionnel de l'Iowa | Élection de 2010 du 1er district congressionnel de l'Iowa |
| --------------------------------------------------------- | --------------------------------------------------------- | --------------------------------------------------------- | --------------------------------------------------------- | --------------------------------------------------------- |
| Parti                                                     | Parti                                                     | Candidat                                                  | Votes                                                     | %                                                         |
|                                                           | Démocrate                                                 | Bruce Braley (sortant)                                    | 104 428                                                   | 49,52                                                     |
|                                                           | Républicain                                               | Ben Lange                                                 | 100 219                                                   | 47,52                                                     |
|                                                           | Libertarien                                               | Rob Petsche                                               | 4 087                                                     | 1,94                                                      |
|                                                           | Indépendant                                               | Jason A. Faulkner                                         | 2 092                                                     | 0,99                                                      |
|                                                           | No Party                                                  | Autres                                                    | 76                                                        | 0,04                                                      |
| Total des votes                                           | Total des votes                                           | Total des votes                                           | 210 902                                                   | 100 %                                                     |
|                                                           | Les Démocrates conservent                                 |                                                           |                                                           |                                                           |

### 2012
| Élection de 2012 du 1er district congressionnel de l'Iowa | Élection de 2012 du 1er district congressionnel de l'Iowa | Élection de 2012 du 1er district congressionnel de l'Iowa | Élection de 2012 du 1er district congressionnel de l'Iowa | Élection de 2012 du 1er district congressionnel de l'Iowa |
| --------------------------------------------------------- | --------------------------------------------------------- | --------------------------------------------------------- | --------------------------------------------------------- | --------------------------------------------------------- |
| Parti                                                     | Parti                                                     | Candidat                                                  | Votes                                                     | %                                                         |
|                                                           | Démocrate                                                 | Bruce Braley (sortant)                                    | 222 422                                                   | 54,90                                                     |
|                                                           | Républicain                                               | Ben Lange                                                 | 162 465                                                   | 40,10                                                     |
|                                                           | Indépendant                                               | Gregory Hughes                                            | 4 772                                                     | 1,18                                                      |
|                                                           | Indépendant                                               | George Todd Krail II                                      | 931                                                       | 0,23                                                      |
|                                                           | No Party                                                  | Autres                                                    | 259                                                       | 0,06                                                      |
| Total des votes                                           | Total des votes                                           | Total des votes                                           | 405 110                                                   | 100 %                                                     |
|                                                           | Les Démocrates conservent                                 |                                                           |                                                           |                                                           |

### 2014
| Élection de 2014 du 1er district congressionnel de l'Iowa | Élection de 2014 du 1er district congressionnel de l'Iowa | Élection de 2014 du 1er district congressionnel de l'Iowa | Élection de 2014 du 1er district congressionnel de l'Iowa | Élection de 2014 du 1er district congressionnel de l'Iowa |
| --------------------------------------------------------- | --------------------------------------------------------- | --------------------------------------------------------- | --------------------------------------------------------- | --------------------------------------------------------- |
| Parti                                                     | Parti                                                     | Candidat                                                  | Votes                                                     | %                                                         |
|                                                           | Républicain                                               | Rod Blum                                                  | 145 383                                                   | 51,18                                                     |
|                                                           | Démocrate                                                 | Pat Murphy                                                | 138 335                                                   | 48,70                                                     |
|                                                           | No Party                                                  | Autres                                                    | 348                                                       | 0,12                                                      |
| Total des votes                                           | Total des votes                                           | Total des votes                                           | 284 066                                                   | 100 %                                                     |
|                                                           | Les Républicains prennent aux Démocrates                  |                                                           |                                                           |                                                           |

### 2016
| Élection de 2016 du 1er district congressionnel de l'Iowa | Élection de 2016 du 1er district congressionnel de l'Iowa | Élection de 2016 du 1er district congressionnel de l'Iowa | Élection de 2016 du 1er district congressionnel de l'Iowa | Élection de 2016 du 1er district congressionnel de l'Iowa |
| --------------------------------------------------------- | --------------------------------------------------------- | --------------------------------------------------------- | --------------------------------------------------------- | --------------------------------------------------------- |
| Parti                                                     | Parti                                                     | Candidat                                                  | Votes                                                     | %                                                         |
|                                                           | Républicain                                               | Rod Blum (sortant)                                        | 206 903                                                   | 53,7                                                      |
|                                                           | Démocrate                                                 | Monica Vernon                                             | 177 403                                                   | 46,1                                                      |
|                                                           | No Party                                                  | Autres                                                    | 671                                                       | 0,2                                                       |
| Total des votes                                           | Total des votes                                           | Total des votes                                           | 384 977                                                   | 100 %                                                     |
|                                                           | Les Républicains conservent                               |                                                           |                                                           |                                                           |

### 2018
| Élection de 2018 du 1er district congressionnel de l'Iowa | Élection de 2018 du 1er district congressionnel de l'Iowa | Élection de 2018 du 1er district congressionnel de l'Iowa | Élection de 2018 du 1er district congressionnel de l'Iowa | Élection de 2018 du 1er district congressionnel de l'Iowa |
| --------------------------------------------------------- | --------------------------------------------------------- | --------------------------------------------------------- | --------------------------------------------------------- | --------------------------------------------------------- |
| Parti                                                     | Parti                                                     | Candidat                                                  | Votes                                                     | %                                                         |
|                                                           | Démocrate                                                 | Abby Finkenauer                                           | 169 496                                                   | 50,9                                                      |
|                                                           | Républicain                                               | Rod Blum (sortant)                                        | 153 077                                                   | 45,6                                                      |
|                                                           | Libertarien                                               | Troy Hageman                                              | 10 239                                                    | 3,1                                                       |
|                                                           | Write-In                                                  | Write-In                                                  | 171                                                       | 0,05                                                      |
| Total des votes                                           | Total des votes                                           | Total des votes                                           | 332 983                                                   | 100 %                                                     |
|                                                           | Les Démocrates conservent                                 |                                                           |                                                           |                                                           |

### 2020
| Élection de 2020 du 1er district congressionnel de l'Iowa | Élection de 2020 du 1er district congressionnel de l'Iowa | Élection de 2020 du 1er district congressionnel de l'Iowa | Élection de 2020 du 1er district congressionnel de l'Iowa | Élection de 2020 du 1er district congressionnel de l'Iowa |
| --------------------------------------------------------- | --------------------------------------------------------- | --------------------------------------------------------- | --------------------------------------------------------- | --------------------------------------------------------- |
| Parti                                                     | Parti                                                     | Candidat                                                  | Votes                                                     | %                                                         |
|                                                           | Républicain                                               | Ashley Hinson                                             | 211 679                                                   | 51,3                                                      |
|                                                           | Démocrate                                                 | Abby Finkenauer (sortant)                                 | 200 839                                                   | 48,7                                                      |
| Total des votes                                           | Total des votes                                           | Total des votes                                           | 412 572                                                   | 100 %                                                     |
|                                                           | Les Républicains prennent aux Démocrates                  |                                                           |                                                           |                                                           |

### 2022
| Primaire Républicaine de 2022 du 1er district congressionnel de l'Iowa | Primaire Républicaine de 2022 du 1er district congressionnel de l'Iowa | Primaire Républicaine de 2022 du 1er district congressionnel de l'Iowa | Primaire Républicaine de 2022 du 1er district congressionnel de l'Iowa | Primaire Républicaine de 2022 du 1er district congressionnel de l'Iowa |
| ---------------------------------------------------------------------- | ---------------------------------------------------------------------- | ---------------------------------------------------------------------- | ---------------------------------------------------------------------- | ---------------------------------------------------------------------- |
| Parti                                                                  | Parti                                                                  | Candidat                                                               | Votes                                                                  | %                                                                      |
|                                                                        | Républicain                                                            | Marianette Miller-Meeks                                                | 41 260                                                                 | 100%                                                                   |

| Primaire Démocrate de 2022 du 1er district congressionnel de l'Iowa | Primaire Démocrate de 2022 du 1er district congressionnel de l'Iowa | Primaire Démocrate de 2022 du 1er district congressionnel de l'Iowa | Primaire Démocrate de 2022 du 1er district congressionnel de l'Iowa | Primaire Démocrate de 2022 du 1er district congressionnel de l'Iowa |
| ------------------------------------------------------------------- | ------------------------------------------------------------------- | ------------------------------------------------------------------- | ------------------------------------------------------------------- | ------------------------------------------------------------------- |
| Parti                                                               | Parti                                                               | Candidat                                                            | Votes                                                               | %                                                                   |
|                                                                     | Démocrate                                                           | Christina Bohannan                                                  | 37 475                                                              | 100%                                                                |

| Élection de 2022 du 1er district congressionnel de l'Iowa | Élection de 2022 du 1er district congressionnel de l'Iowa | Élection de 2022 du 1er district congressionnel de l'Iowa | Élection de 2022 du 1er district congressionnel de l'Iowa | Élection de 2022 du 1er district congressionnel de l'Iowa |
| --------------------------------------------------------- | --------------------------------------------------------- | --------------------------------------------------------- | --------------------------------------------------------- | --------------------------------------------------------- |
| Parti                                                     | Parti                                                     | Candidat                                                  | Votes                                                     | %                                                         |
|                                                           | Républicain                                               | Marianette Miller-Meeks                                   | 162 947                                                   | 53,4                                                      |
|                                                           | Démocrate                                                 | Christina Bohannan                                        | 142 173                                                   | 46,6                                                      |
|                                                           | Write-In                                                  | Write-In                                                  | 260                                                       | 0,1                                                       |
| Total des votes                                           | Total des votes                                           | Total des votes                                           | 305 380                                                   | 100 %                                                     |
|                                                           | Les Républicains conservent                               |                                                           |                                                           |                                                           |

### 2024
| Primaire Républicaine de 2024 du 1er district congressionnel de l'Iowa | Primaire Républicaine de 2024 du 1er district congressionnel de l'Iowa | Primaire Républicaine de 2024 du 1er district congressionnel de l'Iowa | Primaire Républicaine de 2024 du 1er district congressionnel de l'Iowa | Primaire Républicaine de 2024 du 1er district congressionnel de l'Iowa |
| ---------------------------------------------------------------------- | ---------------------------------------------------------------------- | ---------------------------------------------------------------------- | ---------------------------------------------------------------------- | ---------------------------------------------------------------------- |
| Parti                                                                  | Parti                                                                  | Candidat                                                               | Votes                                                                  | %                                                                      |
|                                                                        | Républicain                                                            | Marianette Miller-Meeks (sortante)                                     | 16 529                                                                 | 55,9                                                                   |
|                                                                        | Républicain                                                            | David Pautsch                                                          | 12 981                                                                 | 43,9                                                                   |

| Primaire Démocrate de 2024 du 1er district congressionnel de l'Iowa | Primaire Démocrate de 2024 du 1er district congressionnel de l'Iowa | Primaire Démocrate de 2024 du 1er district congressionnel de l'Iowa | Primaire Démocrate de 2024 du 1er district congressionnel de l'Iowa | Primaire Démocrate de 2024 du 1er district congressionnel de l'Iowa |
| ------------------------------------------------------------------- | ------------------------------------------------------------------- | ------------------------------------------------------------------- | ------------------------------------------------------------------- | ------------------------------------------------------------------- |
| Parti                                                               | Parti                                                               | Candidat                                                            | Votes                                                               | %                                                                   |
|                                                                     | Démocrate                                                           | Christina Bohannan                                                  | 13 870                                                              | 100%                                                                |

| Élection de 2024 du 1er district congressionnel de l'Iowa | Élection de 2024 du 1er district congressionnel de l'Iowa | Élection de 2024 du 1er district congressionnel de l'Iowa | Élection de 2024 du 1er district congressionnel de l'Iowa | Élection de 2024 du 1er district congressionnel de l'Iowa |
| --------------------------------------------------------- | --------------------------------------------------------- | --------------------------------------------------------- | --------------------------------------------------------- | --------------------------------------------------------- |
| Parti                                                     | Parti                                                     | Candidat                                                  | Votes                                                     | %                                                         |
|                                                           | Républicain                                               | Marianette Miller-Meeks (sortante)                        | 206 955                                                   | 50,0                                                      |
|                                                           | Démocrate                                                 | Christina Bohannan                                        | 206 156                                                   | 49,8                                                      |
|                                                           | Write-In                                                  | Write-In                                                  | 967                                                       | 0,2                                                       |
|                                                           | Libertarien                                               | Nicholas Gluba (write-in)                                 | 0                                                         | 0,0                                                       |
| Total des votes                                           | Total des votes                                           | Total des votes                                           | 414 078                                                   | 100 %                                                     |
|                                                           | Les Républicains conservent                               |                                                           |                                                           |                                                           |